# Manikganj (district)
« Manikganj » redirige ici. Pour les autres significations, voir Manikganj (homonymie).
Manikganj est un district du Bangladesh. Il est situé dans la division de Dhaka. La ville principale est Manikganj. La plus importante tornade ayant frappé le Bangladesh y est survenue en 1989.

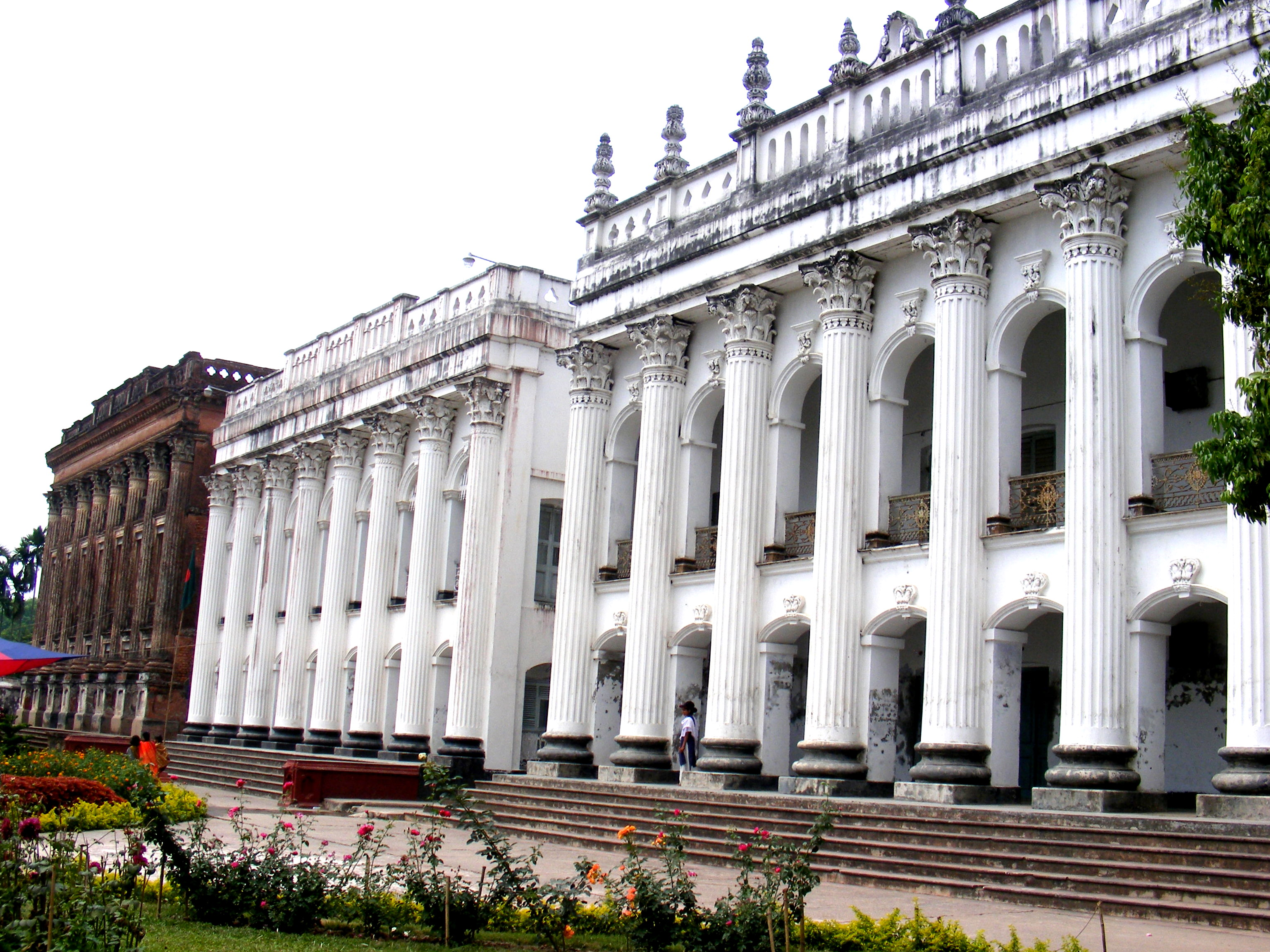
Palais Baliati